# Nahverkehrsgesellschaft des Landkreises Gotha

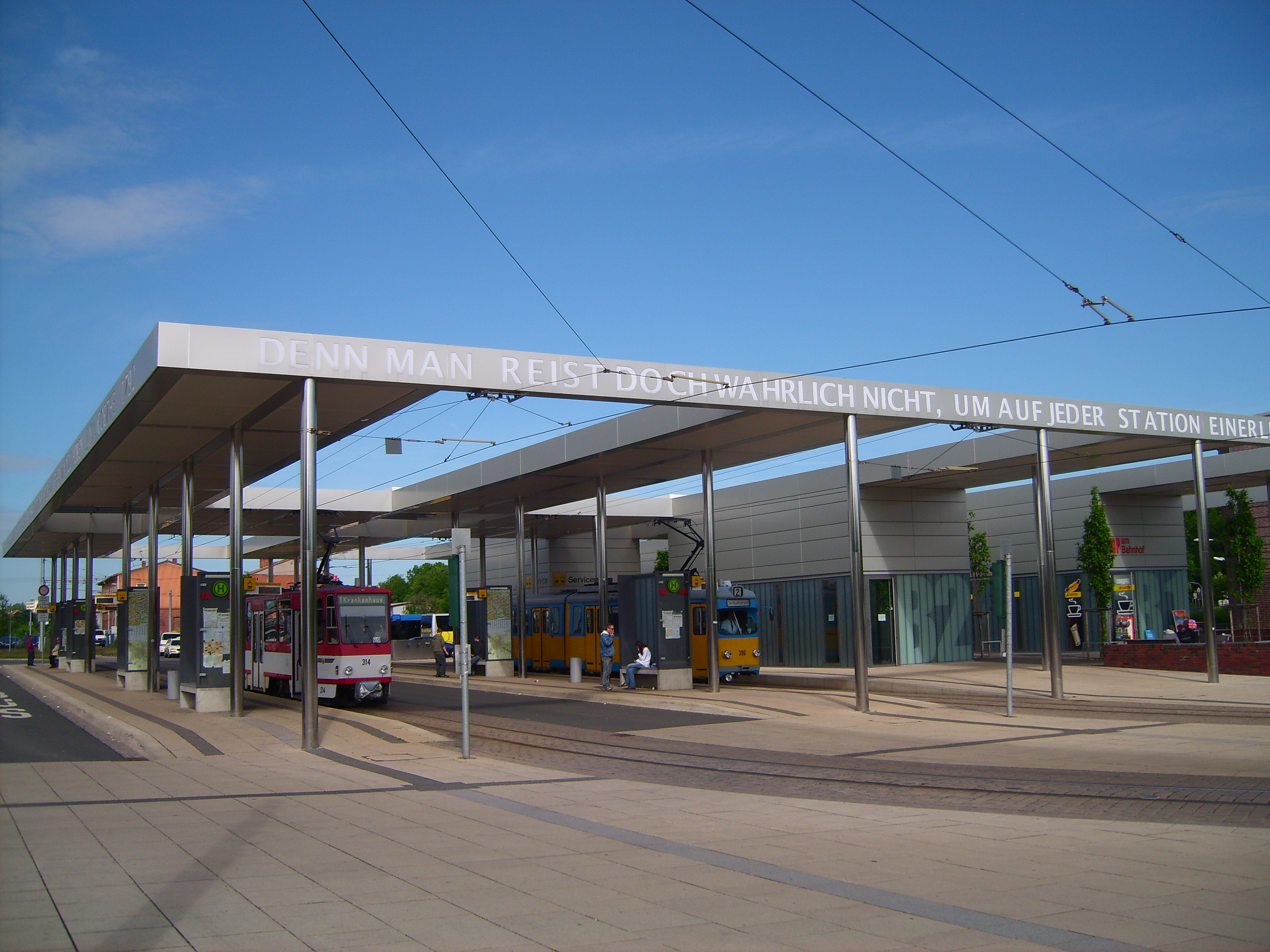
Busbahnhof am Gothaer Hauptbahnhof

Die Nahverkehrsgesellschaft des Landkreises Gotha GmbH (kurz: NVG) ist ein regionales ÖPNV-Managementunternehmen mit Sitz in Gotha und wurde 2016 gegründet mit der Aufgabe der Planung, Gewährleistung, Organisation und Durchführung von öffentlichem Personennahverkehr im Landkreis Gotha. Es ist der Nachfolger der Regionalen Verkehrsgemeinschaft Gotha GmbH, da letzteres nach einem Insolvenzantrag liquidiert wurde. Das Unternehmen ist hundertprozentige Tochter des Landkreises Gotha und hat die Aufgaben zur Verwaltung des Busverkehrs und seit 2022 auch die des Straßenbahnverkehrs übernommen. Es hat dafür acht Angestellte, aufgeteilt auf Verwaltung, Technik und Kundenzentrum am Hauptbahnhof. Die ausgeschriebenen Verkehrsleistungen werden von verschiedenen privaten Firmen übernommen und durchgeführt.

## Linienübersicht
| Linie | Start/Ziel                           | Verlauf                                             | Takt          |
| ----- | ------------------------------------ | --------------------------------------------------- | ------------- |
| A     | Krankenhaus ↔ Tüttleben              | Eschleber Str. ↔ Huttenstr. ↔ Siebleben             | 20' (WE 30')  |
| B     | Hauptbahnhof ↔ Remstädt              | Am Schmalen Rain ↔ Huttenstr. ↔ Goldbacher Siedlung | 30' (WE 60')  |
| C     | Burbachstr. ↔ Eschleber Str.         | Hauptbahnhof ↔ Zeppelinstr.                         | 30' (WE 60')  |
| D     | Oskar-Gründler-Str. ↔ Töpfleben      | Hauptbahnhof ↔ Burbachstr.                          | 60'           |
| E     | Hauptbahnhof ↔ Berufsbildungszentrum | Myconiusplatz ↔ Hauptfriedhof ↔ Stadion             | 60'           |
| F     | Uellleben ↔ Hauptfriedhof            | Boilstädt ↔ Myconiusplatz                           | 60' (HVZ 30') |

| Linie | Start/Ziel                        | Verlauf                                | Takt       |
| ----- | --------------------------------- | -------------------------------------- | ---------- |
| 810   | Gotha ↔ Gräfentonna               | Warza ↔ Bufleben ↔ Burgtonna           | ≈ 60'      |
| 812   | Erfurt Europaplatz ↔ Dachwig      | Kleinfahner ↔ Gierstädt ↔ Döllstädt    | 60'/120'   |
| 813   | Ballstädt ↔ Kleinfahner           | Gräfentonna ↔ Döllstädt ↔ Gierstädt    | EF         |
| 820   | Gotha ↔ Mechterstädt              | Goldbach ↔ Weingarten ↔ Laucha         | ≈ 60'/120' |
| 821   | Gotha ↔ Wolfsbehringen            | Goldbach ↔ Sonneborn ↔ Behringen       | EF         |
| 822   | Gotha ↔ Wolfsbehringen            | Goldbach ↔ Wangenheim ↔ Behringen      | EF         |
| 823   | Goldbach ↔ Hochheim/Wangenheim    | Warza ↔ Ballstädt (↔ Remstädt)         | EF         |
| 830   | Gotha ↔ Mechterstädt              | Trügleben ↔ Aspach ↔ Laucha            | EF         |
| 831   | Mechterstädt ↔ Waltershausen      | Laucha (↔ Fröttstädt)                  | EF         |
| 840   | (Eisenach ↔) Seebach ↔ Bad Tabarz | Schwarzhausen ↔ Winterstein            | ≈ 60'/120' |
| 841   | Waltershausen ↔ Seebach           | Langenhain ↔ Bad Tabarz ↔ Winterstein  | EF         |
| 842   | Gotha ↔ Seebach                   | Trügleben ↔ Waltershausen ↔ Bad Tabarz | EF         |
| 843   | Waltershausen ↔ Wahlwinkel        |                                        | EF         |
| 844   | Reinhardsbrunn ↔ Finsterbergen    | Friedrichroda ↔ Ernstroda ↔ Schönau    | 60'        |
| 845   | Georgenthal ↔ Waltershausen       | Schönau ↔ Ernstroda ↔ Schnepfenthal    | EF         |
| 846   | Reinhardsbrunn ↔ Finsterbergen    | Friedrichroda ↔ Cumbach ↔ Ernstroda    | EF         |
| 850   | Ohrdruf ↔ Tambach-Dietharz        | Herrenhof ↔ Georgenthal                | EF         |
| 851   | Gotha ↔ Schmalkalden              | Georgenthal ↔ Tambach-Dietharz ↔ Floh  | 120'       |
| 852   | Gotha ↔ Finsterbergen             | Emsleben ↔ Petriroda ↔ Georgenthal     | 120'       |
| 853   | Gotha ↔ Cumbach                   | Leina ↔ Wipperoda ↔ Schönau            | EF         |
| 854   | Gotha ↔ Wechmar                   | Emsleben ↔ Petriroda ↔ Schwabhausen    | EF         |
| 856   | Reinhardsbrunn ↔ Brotterode       | Kleinschmalkalden ↔ Mommelstein        | EF         |
| 857   | Bad Tabarz ↔ Crawinkel            | Reinhardsbrunn ↔ Georgenthal ↔ Ohrdruf | 60'        |
| 860   | Gotha ↔ Oberhof (RennsteigBus)    | Schwabhausen ↔ Ohrdruf ↔ Luisenthal    | ≈ 60'/120' |
| 861   | Gotha ↔ Crawinkel (OhratalBus)    | Schwabhausen ↔ Ohrdruf ↔ Wölfis        | 120'       |
| 862   | Crawinkel ↔ Luisenthal            | Wölfis ↔ Ohrdruf                       | EF         |
| 865   | Ohrdruf ↔ Tambach-Dietharz        | Hohenkirchen ↔ Georgenthal             | EF         |
| 870   | Gotha ↔ Neudietendorf             | Wechmar ↔ Wandersleben ↔ Apfelstädt    | ≈ 60'/120' |
| 871   | Gotha ↔ Wechmar                   | Seebergen ↔ Wandersleben               | EF         |
| 880   | Gotha ↔ Neudietendorf             | Tüttleben ↔ Grabsleben                 | ≈ 60'/120' |
| 881   | Neudietendorf ↔ Ingersleben       |                                        | ≈ 60'/120' |
| 890   | Gotha ↔ Bienstädt                 | Friemar ↔ Molschleben                  | 60'/120'   |
| 891   | Gotha ↔ Nottleben (↔ Erfurt)      | Friemar ↔ Tröchtelborn                 | 60'/120'   |
| 892   | Gotha ↔ Gierstädt                 | Friemar ↔ Molschleben                  | 60'/120'   |
| 893   | Tüttleben ↔ Molschleben           | Friemar ↔ Tröchtelborn                 | EF         |
| 894   | Erfurt Flughafen ↔ Bienstädt      | Gamstädt ↔ Nottleben                   | 60'/120'   |
| 895   | Bienstädt ↔ Neudietendorf         | Nottleben ↔ Gamstädt ↔ Kleinrettbach   | ≈ 60'/120  |

Anm.: EF = Einzelfahrten, WE = Wochenende; alle in Gotha beginnenden Linien beginnen am Hauptbahnhof

## Mitgliedsunternehmen

### Verkehrsgemeinschaft Landkreis Gotha
Die Verkehrsgemeinschaft Landkreis Gotha GbR (kurz VLG) ist ein Zusammenschluss aus vier privaten Busunternehmen im Landkreis Gotha. Durch den Zusammenschluss gibt es eine gemeinsame Leitstelle für alle Mitgliedsunternehmen. Der Betriebssitz der VLG befindet sich in der Schlegelstraße in Gotha. Folgende Busunternehmen sind dort Mitglied:

#### Büchner-Reisen
Das Unternehmen Büchner Omnibus GmbH sitzt in Grabsleben in der Gemeinde Drei Gleichen. Es betreibt hauptsächlich die Buslinien 870, 871, 880 sowie 881. Darüber hinaus bedient es einige weitere Linien in Teilstücken sowie diverse Umläufe im Stadtverkehr Gotha. Hauptsächlich wird der Linienverkehr mit Low-Entry-Bussen des Typs Setra S 415 LE business bewältigt.

#### Gessert-Reisen

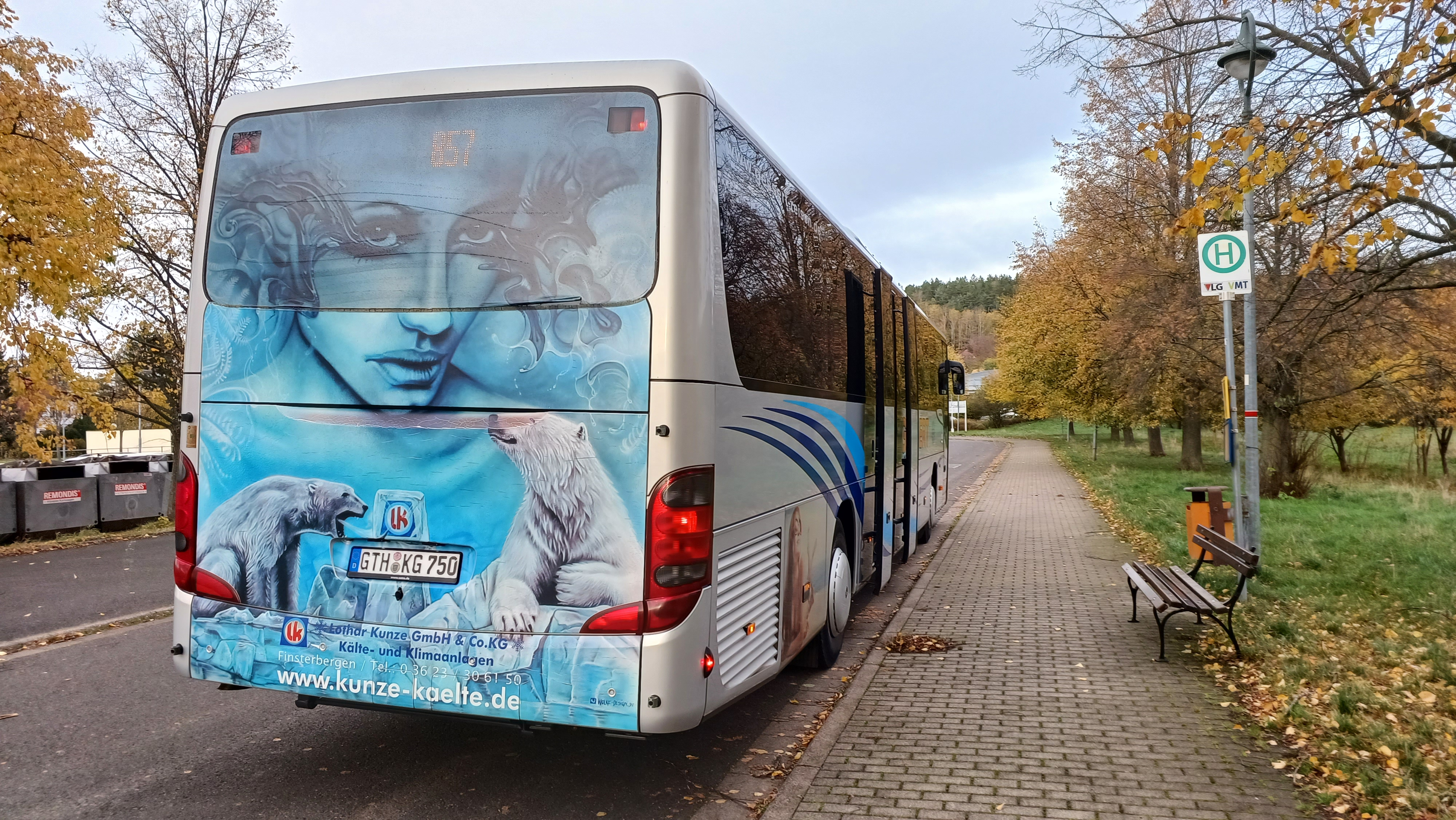
Ein Setra S 416 H von Gessert-Reisen als Linie 857

Die Omnibus- & Güterverkehr Klaus Gessert e.K. wurde vor über 70 Jahren von Walter Gessert gegründet und hat seinen Sitz in Finsterbergen. Im Linienverkehr betreiben sie größtenteils Linien rund um ihren Betriebssitz, aber auch teils den Gothaer Stadtbusverkehr. Ebenfalls wie bei Büchner-Reisen sind am häufigsten die Low-Entry-Busse Setra S 415 LE business im Unternehmen vertreten.

#### Lorenz & Sohn
Die Lorenz & Sohn GmbH (auch Nessetal-Reisen) hat seinen Betriebssitz in Warza und wurde bereits 1937 gegründet. Für den Busverkehr im Landkreis Gotha besitzt das Unternehmen 14 Linienbusse sowie 22 Angestellte. Es betreibt zum Großteil Buslinien in und um der Gemeinde Nessetal.

#### Wollschläger
Die Wollschläger & Partner GmbH mit Sitz in Laucha ist das größte Mitgliedsunternehmen der NVG. Mit ihren 27 Linienbussen bedient sie einen Großteil des Gothaer Stadtbusverkehrs. Im Fuhrpark befinden sich größtenteils IVECO Crossway LE.

## Gothaer Busstreik
Die 2017 unter dem Gothaer Busstreik bekannten Ausschreitungen erfolgten zwischen dem privaten Busunternehmen Omnibusbetrieb und Reisebüro Wolfgang Steinbrück und der RVG, Vorgänger der NVG. Hintergrund war eine Forderung bezüglich einer höheren Vergütung für die erbrachten Leistungen seitens dem Unternehmen Steinbrück. Daraufhin wurde es von der RVG gekündigt. Da der Geschäftsführer des Busunternehmens, Wolfgang Steinbrück, keine Akzeptanz sah, bediente er seine Leistungen im Gothaer Busverkehr weiterhin. Doch die RVG hatte bereits andere Unternehmen für die exakt gleichen Strecken beauftragt. Folglich wurden nun die Umläufe durch je zwei Busse parallel bedient. Dies führte zu Verwirrung und Problematiken besonders bei den Fahrgästen. Problematisch war diese Situation auch hinsichtlich der Vergütung. Weil das Unternehmen Steinbrück eine einstweilige Verfügung vor dem Landgericht Erfurt erwirkt hatte, standen auch weiterhin Zahlungen für die erbrachten Leistungen aus. Die RVG meldete Insolvenz an, weil es die Zahlungsaufforderungen nicht hätte zahlen können. Im Endeffekt wurden diese durch Steuergelder beglichen, was der Bund der Steuerzahler scharf kritisiert hat. Letztendlich wurde das Unternehmen Steinbrück nach dem Ende des Gothaer Busstreiks Ende 2017 aufgelöst.